# Édouard Leclerc
Édouard Leclerc (Landerneau, Bretaña; 20 de noviembre de 1926 - Saint-Divy, Bretaña; 17 de septiembre de 2012) fue un empresario francés, fundador de la cadena de supermercados E.Leclerc.